# Ferdinand Foch
Ferdinand Jean Marie Foch (Tarbes, 2 de outubro de 1851 – Paris, 20 de março de 1929) foi um General e Acadêmico francês, Marechal da França, da Grã-Bretanha e da Polônia. Ele foi o Comandante-em-Chefe das forças aliadas no fronte Oeste durante a Primeira Guerra Mundial.

## Biografia

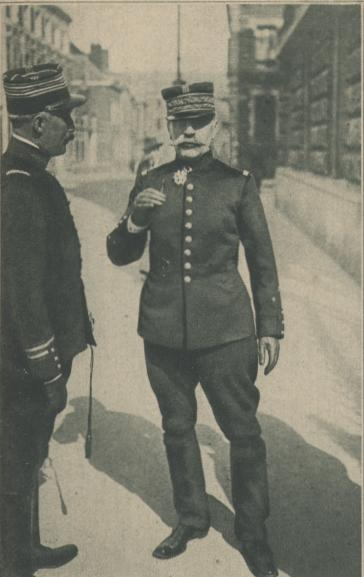
General Foch em 1916

Ferdinand Foch nasceu em uma família burguesa católica em Tarbes, sendo o sexto de sete filhos de Bertrand Jules Napoléon Foch (1803-1880) e de Sophie Dupré (1812-1883). 
Quando da declaração da guerra contra a Prússia, em 1870, ele se engajou no 4° Regimento de Infantaria de Linha, que não combateu. Ao fim da guerra, ele decidiu ficar no Exército e integrar a Escola Politécnica, escolhendo a Escola de Artilharia, onde se diplomou oficial em 1873. Foi designado como tenente para o 24° Regimento de Artilharia situado em Tarbes. Em 1876, ele frequentou o estágio de oficiais de Artilharia montada, na Escola de Cavalaria de Saumur.
No dia 30 de setembro de 1878, foi promovido a capitão. Ele chegou a Paris em 24 de setembro de 1879 como adjunto do serviço de pessoal do Depósito Central de Artilharia. Em seguida, entrou como aluno na Escola Superior Militar, efetuando o estágio da Escola no 16o. Corpo de Exército. Foi também professor dessa Escola entre 1895 e 1901, onde lecionava história militar, estratégia e tática geral, tornando-se um dos teóricos franceses da ofensiva. Foch se tornou conhecido por suas análises críticas da guerra franco-prussiana e das guerras napoleônicas.
Ele prosseguiu sua ascensão no Exército, sendo promovido a tenente-coronel em 1898, nomeado coronel em 1903, chefe de corpo do 35° Regimento de Artilharia em Vannes, depois general de brigada em 1907. Ainda nesse ano, foi nomeado Comandante da Escola Superior Militar pelo Presidente do Conselho de Ministros Georges Clemenceau, e foi promovido a general de divisão. Em 1913, foi designado Comandante do 20o. Corpo de Exército de Nancy.
Comandou as forças da Tríplice Entente ou dos Aliados em 1914 de uma forma decisiva, levando à vitória do Marne. Dirigiu com êxito operações na Flandres; como adjunto de Joseph Joffre, coordenou as operações dos exércitos franceses, belgas e britânicos. Em 1917 assumiu o cargo de chefe de Estado-Maior do Exército Francês e em 1918 somou mais uma vitória ao conseguir ganhar a Segunda Batalha do Marne.
Foi elevado à dignidade de Marechal da França, por decreto de 7 de agosto de 1918. Com essa distinção, ele planejou e conduziu a ofensiva geral que forçou a Alemanha a solicitar o armistício em 11 de novembro de 1918. Foch foi o único Marechal de França da Grande Guerra a receber essa distinção antes do armistício.

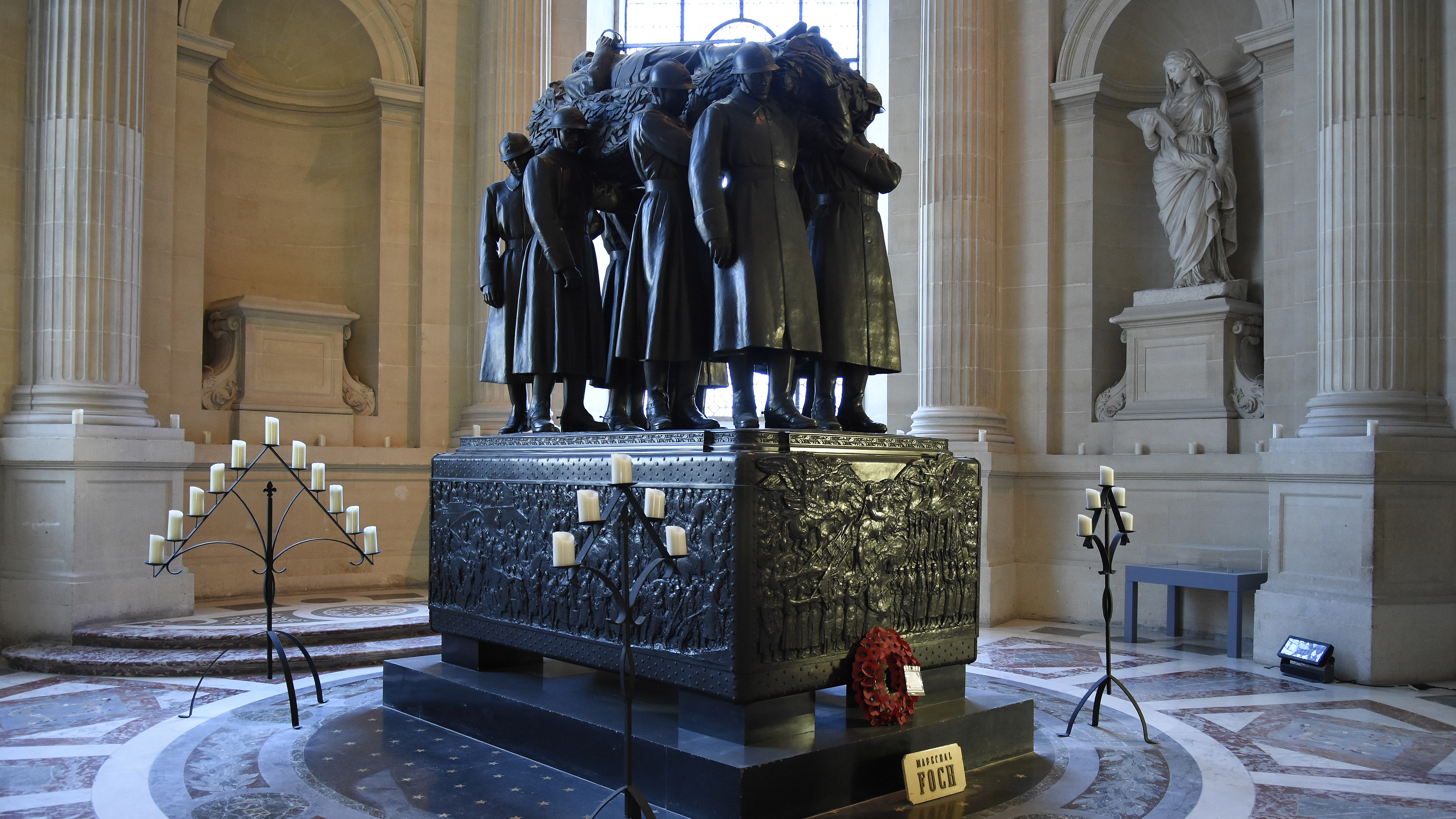
Túmulo do Marechal Foch - Hôtel des Invalides

Ele fez parte dos signatários do Armistício de Compiègne concluído na clareira de Rethondes. Ao final da guerra, ele também foi nomeado Marechal do Reino Unido e da Polônia além de membro da Academia de Ciências. Foi, ainda, eleito para a poltrona 18 da Academia Francesa.
Em 1919, ele se tornou vice-presidente do Conselho Superior de Guerra. A partir de 1927, sua saúde piorou. Faleceu em 20 de março de 1929, de ataque cardíaco. Desde 1937, ele repousa no domo do Hôtel des Invalides, em Paris, dentre os grandes marechais da frança que serviram o país.
Um grande admirador de sua pessoa foi Winston Churchill, que se referia a ele com grande respeito, levando em consideração sua perspicácia em relação ao Tratado de Versalhes, dizendo que a paz duraria somente 20 anos. Sua afirmação foi certa, pois, 2 meses depois do tratado completar 20 anos, Adolf Hitler inicia a Invasão da Polônia, dando início à Segunda Guerra Mundial.